# Blixten (tidning)
Blixten var en tidning utgiven i Tranås under tre månader från 2 november 1901 till den 23 januari 1902. Fullständiga titeln var  Blixten. Tidning till nytta och nöje för alla.

## Redaktion
Redaktionsort  för tidningen var Tranås med boktryckaren Knut Herman Stigell som ansvarig utgivare från 5 oktober till nedläggningen. Inget namn på redaktör är känt. Tidningen var endagars med utgivning lördagar. Möjligen kom tidningen ut även med edition i Oskarshamn då med tryckning även där. Periodisk bilaga kom ut oregelbundet med allmänt innehåll. Typen för tidningen dagstidning med endagarsutgivning eller veckotidskrift

## Tryckning
Tryckeri var A. Stigells tryckeri i Tranås och ett okänt i Oskarshamn. Tidningen trycktes med antikva och endast i svart med  4 eller 8 sidor på små satsytor antingen tabloid eller mindre 25 x 18 cm. Tidningen hade 253 prenumeranter (Källa: tidningen 23 januari 1902) som fick betala 1 krona och 20 öre för tidningen.